# Paromphacodes
Paromphacodes is een geslacht van vlinders van de familie spanners (Geometridae), uit de onderfamilie Geometrinae.

## Soorten
- P. rubrimargo Warren, 1897
- P. rubristellata Warren, 1897